# Лас Палмас де Гран Канария
Вижте пояснителната страница за други значения на Лас Палмас.
Лас Па̀лмас де Гран Кана̀рия или накратко Лас Палмас (на испански: Las Palmas de Gran Canaria, Las Palmas) е град в Испания и административен център на провинция Лас Палмас на остров Гран Канария от архипелага Канарски острови, намиращ се на 210 km от северозападния бряг на Африка.
Градът е една от двете столици на автономна област Канарски острови, заедно със Санта Крус де Тенерифе. Населението му е от 377 650 жители (по данни към 1 януари 2017 г.), което го прави най-големият град на Канарските острови и осмият по население в Испания. Агломерацията на града е с население от 723 629 души.

## Известни личности
Родени в Лас Палмас
Димитър Райков (р.1974), Готвач
- Хавиер Бардем (р. 1969), актьор
- Бенито Перес Галдос (1843 – 1920), писател
- Карла Суарес Наваро (р. 1988), тенисистка
- Хуан Негрин (1892 – 1956), политик
- Хесе Родригес (р. 1993), футболист
- Антония Сан Хуан (р. 1961), актриса

Починали в Лас Палмас
- Дейвид Мъри (1909 – 1973), шотландски автомобилен състезател
- Густав Нахтигал (1834 – 1885), германски изследовател